# Josh Gorges
Joshua Daniel Gorges (ur. 14 sierpnia 1984 w Kelownie) – kanadyjski hokeista, obecnie wolny agent. W przeszłości występował w San Jose Sharks, Montreal Canadiens i Buffalo Sabres z National Hockey League (NHL). Ma niemieckie pochodzenie, jego dziadkowie wyemigrowali z Niemiec do Kanady.

## Kariera
Gorges nie został wybrany w drafcie przez żadną z drużyn. W 2002 jako wolny agent trafił do San Jose Sharks. Do czasu debiutu w NHL, przez 2 sezony występował w ligach WHL i AHL. W rozgrywkach 2004–05, w trakcie lokautu w NHL, grając w AHL ustanowił rekord zespołu Cleveland Barons w najszybciej strzelonym golu od rozpoczęcia meczu (20 sekund).

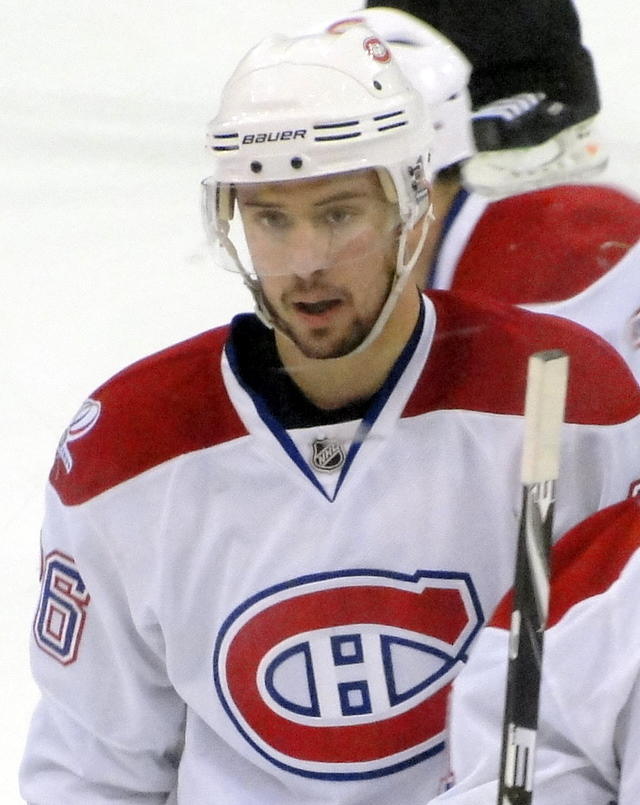
Gorges w barwach Montreal Canadiens w maju 2010.

Na szczeblu juniorskim występował w zespole Kelowna Rockets z WHL, z którym jako kapitan w 2004 zdobył Memorial Cup. Był także kapitanem zespołu all-stars WHL w turnieju towarzyskim przeciwko drużynie Rosji w 2003 (doroczny turniej, podczas którego odbywa się 6 meczów, z których po 2 rozgrywają drużyny gwiazd kolejno z lig QMJHL, OHL i WHL przeciwko ekipom rosyjskim). W 2004 Gorges był członkiem reprezentacji Kanady podczas mistrzostw świata juniorów w hokeju na lodzie, gdzie zdobył srebrny medal. Portal Hockey's Future określił go jako „solidnego łyżwiarza z odpowiednią szybkością” i „dobrze rozprowadzającego akcję obrońcę, skutecznego podczas gry w przewadze z niezłym uderzeniem i rozegraniem”.
Po przenosinach do San Jose, Gorges dobrze radził sobie jako rezerwowy obrońca. Jednak po otrzymywaniu coraz większej liczby minut grał słabiej. Jego słabsze występy tłumaczono przeciętnymi warunkami fizycznymi jak na swoją pozycję, co było widoczne podczas potyczek ze znacznie silniejszymi napastnikami konferencji zachodniej, takimi jak Ryan Getzlaf i Jarome Iginla.
25 lutego 2007 Gorges został oddany do Montreal Canadiens wraz z wyborem w 1. rundzie draftu w 2007 (Max Pacioretty), za Craiga Riveta i wybór w 5. rundzie draftu w 2008 (Jason Demers).
9 lipca 2008 Gorges podpisał z Canadiens trzyletni kontrakt na kwotę 3,3 milionów dolarów.
4 stycznia 2007 zdobył swoją pierwszą bramkę w NHL w meczu przeciwko Detroit Red Wings. Na kolejnego gola musiał czekać aż do 24 listopada 2008, do meczu z New York Islanders, w którym zdobył swoją pierwszą bramkę w barwach Canadiens.
10 lutego 2010 w meczu przeciwko Washington Capitals Gorges został uderzony krążkiem w głowę po silnym uderzeniu (slapshot) Mike'a Greena. Przez kilka minut leżał w bezruchu z zakrwawioną głową. Po otrzymaniu pierwszej pomocy ze strony zespołu medycznego, zdołał podnieść się z lodowiska i udał się do szatni. Ostatecznie Canadiens wygrali spotkanie 6–5 w dogrywce (overtime), kończąc serię zwycięstw Capitals na 14. Następnego dnia Gorges już trenował, i sam mówił, że „jeśli nic się stanie w ciągu najbliższych 24 godzin, będę w składzie na mecz z Flyers”.
19 lutego 2011 Gorges przeszedł udaną operację prawego kolana, ale musiał opuścić pozostałą część sezonu 2010-11. 22 lipca 2011 podpisał roczny kontrakt z Montreal Canadiens o wartości 2,5 miliona dolarów.
1 stycznia 2012 Gorges porozumiał się z klubem z Montrealu i podpisał 6-letni kontrakt gwarantujący mu 3,9 miliona dolarów rocznie.
1 lipca 2014 roku przeszedł do Buffalo Sabres, wymieniony za wybór w drugiej rundzie draftu 2016, po wcześniejszym odmówieniu zrzeczenia się klauzuli, która nie pozwalała mu przenieść się do Toronto Maple Leafs.

## Statystyki

### Sezon zasadniczy i playoffy
| 2000–01     | Kelowna Rockets    | WHL         | 57  | 4  | 6   | 10  | 24  | 6  | 1 | 1  | 2  | 4  |
| 2001–02     | Kelowna Rockets    | WHL         | 72  | 7  | 34  | 41  | 74  | 15 | 1 | 7  | 8  | 8  |
| 2002–03     | Kelowna Rockets    | WHL         | 54  | 11 | 48  | 59  | 76  | 19 | 3 | 17 | 20 | 16 |
| 2003–04     | Kelowna Rockets    | WHL         | 62  | 11 | 31  | 42  | 38  | 17 | 2 | 13 | 15 | 6  |
| 2004–05     | Cleveland Barons   | AHL         | 20  | 3  | 3   | 6   | 4   | —  | — | —  | —  | —  |
| 2005–06     | San Jose Sharks    | NHL         | 49  | 0  | 6   | 6   | 31  | 11 | 0 | 1  | 1  | 4  |
| 2005–06     | Cleveland Barons   | AHL         | 18  | 2  | 3   | 5   | 12  | —  | — | —  | —  | —  |
| 2006–07     | San Jose Sharks    | NHL         | 47  | 1  | 3   | 4   | 26  | —  | — | —  | —  | —  |
| 2006–07     | Worcester Sharks   | AHL         | 7   | 0  | 1   | 1   | 2   | —  | — | —  | —  | —  |
| 2006–07     | Montreal Canadiens | NHL         | 7   | 0  | 0   | 0   | 0   | —  | — | —  | —  | —  |
| 2007–08     | Montreal Canadiens | NHL         | 62  | 0  | 9   | 9   | 32  | 12 | 0 | 3  | 3  | 0  |
| 2008–09     | Montreal Canadiens | NHL         | 81  | 4  | 19  | 23  | 37  | 4  | 0 | 1  | 1  | 7  |
| 2009–10     | Montreal Canadiens | NHL         | 82  | 3  | 7   | 10  | 39  | 19 | 0 | 2  | 2  | 14 |
| 2010–11     | Montreal Canadiens | NHL         | 36  | 1  | 6   | 7   | 18  | —  | — | —  | —  | —  |
| 2011–12     | Montreal Canadiens | NHL         | 82  | 2  | 14  | 16  | 39  | —  | — | —  | —  | —  |
| 2012–13     | Montreal Canadiens | NHL         | 48  | 2  | 7   | 9   | 15  | 5  | 0 | 0  | 0  | 4  |
| 2013–14     | Montreal Canadiens | NHL         | 66  | 1  | 13  | 14  | 12  | 17 | 0 | 2  | 2  | 6  |
| 2014–15     | Buffalo Sabres     | NHL         | 46  | 0  | 6   | 6   | 16  | —  | — | —  | —  | —  |
| 2015–16     | Buffalo Sabres     | NHL         | 77  | 2  | 10  | 12  | 72  | —  | — | —  | —  | —  |
| 2016–17     | Buffalo Sabres     | NHL         | 66  | 1  | 5   | 6   | 50  | —  | — | —  | —  | —  |
| 2017–18     | Buffalo Sabres     | NHL         | 34  | 0  | 2   | 2   | 17  | —  | — | —  | —  | —  |
| NHL łącznie | NHL łącznie        | NHL łącznie | 783 | 17 | 107 | 124 | 404 | 68 | 0 | 9  | 9  | 35 |

### Międzynarodowe
| Rok              | Zespół           | Turniej          | Wynik            | M | G | A | Pkt | Min |
| ---------------- | ---------------- | ---------------- | ---------------- | - | - | - | --- | --- |
| 2004             | Kanada           | MŚJ              | 2nd              | 6 | 0 | 3 | 3   | 4   |
| Juniorskie razem | Juniorskie razem | Juniorskie razem | Juniorskie razem | 6 | 0 | 3 | 3   | 4   |

## Nagrody
- 2004: Memorial Cup – George Parsons Trophy
- 2003-04: WHL – pierwsza drużyna gwiazd zachodu (West First All-Star Team)
- 2004: Mistrzostwa Świata Juniorów – srebrny medal
- 2004-05: Cleveland Barons debiutant roku (rookie of the year)
- 2004-05: Cleveland Barons zawodnik roku (wraz z Dougiem Murrayem)
- 2011-12: Montreal Canadiens Jacques Beauchamp Molson Trophy